# Signe Hebbe
Signe Amanda Georgina Hebbe, född 30 juli 1837 i Fryele socken i Jönköpings län, död 14 februari 1925 i Stockholm, var en svensk skådespelare, teaterpedagog och operasångerska (sopran).

## Biografi

### Utbildning
Hebbe började som elvaårig att studera musik vid Lindblads pianoskola i Stockholm. Hon studerade under Karolina Bock och studierna fortsatte vid Kungliga Teaterns elevskola, och vid konservatoriet i Berlin 1852–1854. Hon gjorde en talroll på Dramaten i Stockholm 1855 men ansågs inte lämplig för talroller och fortsatte därför studera sång. Lars Johan Hierta finansierade hennes studier i Paris 1856, där hon antogs vid konservatoriet och blev den första sångare från Skandinavien som fick medalj (konservatoriets guldmedalj). Hon undervisade i plastik på Pariskonservatoriet och sägs ha undervisat Sarah Bernhardt då hon vikarierade för instruktören Élie 1860. För att utöka sin röstkapacitet studerade hon i Milano för den berömde sångpedagogen Francesco Lamperti och sin dramatiska kapacitet genom instuderingar för de stora italienska skådespelarna Adelaide Ristori och Ernesto Rossi.

### Operasångare
Sitt första engagemang fick hon i Lyon 1861–1862 där hon enligt kontraktet inte skulle få betalt. Efter ett halvår i Lyon lyckades hon debutera i Frankfurt och få engagemang vid hovteatern i Mannheim. Mellan åren 1864 och 1879 sjöng hon sedan vid Stockholmsoperan, ibland på gästkontrakt och dessemellan bland annat i Karlsruhe, Köpenhamn, Théâtre Lyrique i Paris, Warszawa, Genève, Milano, Palermo, Helsingfors och Kristiania.
Rollerna i Paris blev få, eftersom hon mötte stark konkurrens av Kristina Nilsson. Hennes enda bekräftade framförande på Stora operan gällde en nyskriven opera, Victorin de Joncièress Sardanapalus, ett verk som snart föll i glömska. Ett träsnitt från denna tid visar vad som anses vara Kristina Nilsson (Donna Elvira) och Signe Hebbe (Donna Anna) samtidigt på scenen i Mozarts Don Giovanni. Det har inte kunnat beläggas om detta möte verkligen ägt rum. En teori finns att det kan ha varit en välgörenhetsföreställning, men inga bevis för att rivalerna mötts på operan finns. Hebbe sammanträffade vid ett tillfälle med Richard Wagner, som ansåg henne perfekt som Elsa i Lohengrin. Hon besökte vid ett tillfälle den av henne högt beundrade Jenny Lind i dennas hem i London. Hebbe blev ofta kritiserad för sin nya och utagerande spelstil, där hon inte framställde kvinnor som svaga våp och sålunda låg före sin tid. Till hennes främsta roller hörde Margaretha i Gonouds Faust, Valentine i Meyerbeers Hugenotterna och Leonore i Beethovens Fidelio.

### Pedagog
Hon inledde en karriär som teaterpedagog 1871, då hon fick undervisning inskrivet i sitt operakontrakt, öppnade egen skola 1877, och periodvis var hon från 1883 statligt avlönad vid Operaskolan och Dramatiska Teaterns elevskola, dels 1886–1888 då skolorna låg under Musikaliska Akademien, dels i början av 1900-talet på nya Dramaten. Hon tjänade dock för litet och återgick 1890 till sin mer lukrativa privatskola där hon undervisade i fyra ämnen: talteknik, sångteknik, plastik och scengestaltning (rollanalys och scenframställning). Hon införde en ny teknik med djupandning och var starkt inspirerad av Delsartes teorier. På de två senare områdena blev hon utan konkurrens och undervisade till en vecka före sin död i influensa 1925. Hon hade elever från både Norden, Europa i övrigt och USA. Bland hennes elever märks Anders de Wahl, John Forsell, Gerda Lundequist, Torsten Hammarén, Lars Hanson, Anna Norrie, Emma Albani och Naima Wifstrand.
Hon var dotter till Clemens och Wendela Hebbe.

## Teater

### Roller (ej komplett)
| År   | Roll        | Produktion                                                   | Regi | Teater            |
| ---- | ----------- | ------------------------------------------------------------ | ---- | ----------------- |
| 1875 | Susanna     | Figaros bröllop Wolfgang Amadeus Mozart och Lorenzo da Ponte |      | Kristiania teater |
| 1875 | Violetta    | La Traviata Giuseppe Verdi och Francesco Maria Piave         |      | Kristiania teater |
| 1875 | Margareta   | Faust Charles Gounod, Jules Barbier och Michel Carré         |      | Kristiania teater |
| 1875 | Lalla Rookh | Lalla Rookh Félicien David, Michel Carré och Hippolyte Lucas |      | Kungliga Operan   |

## Galleri

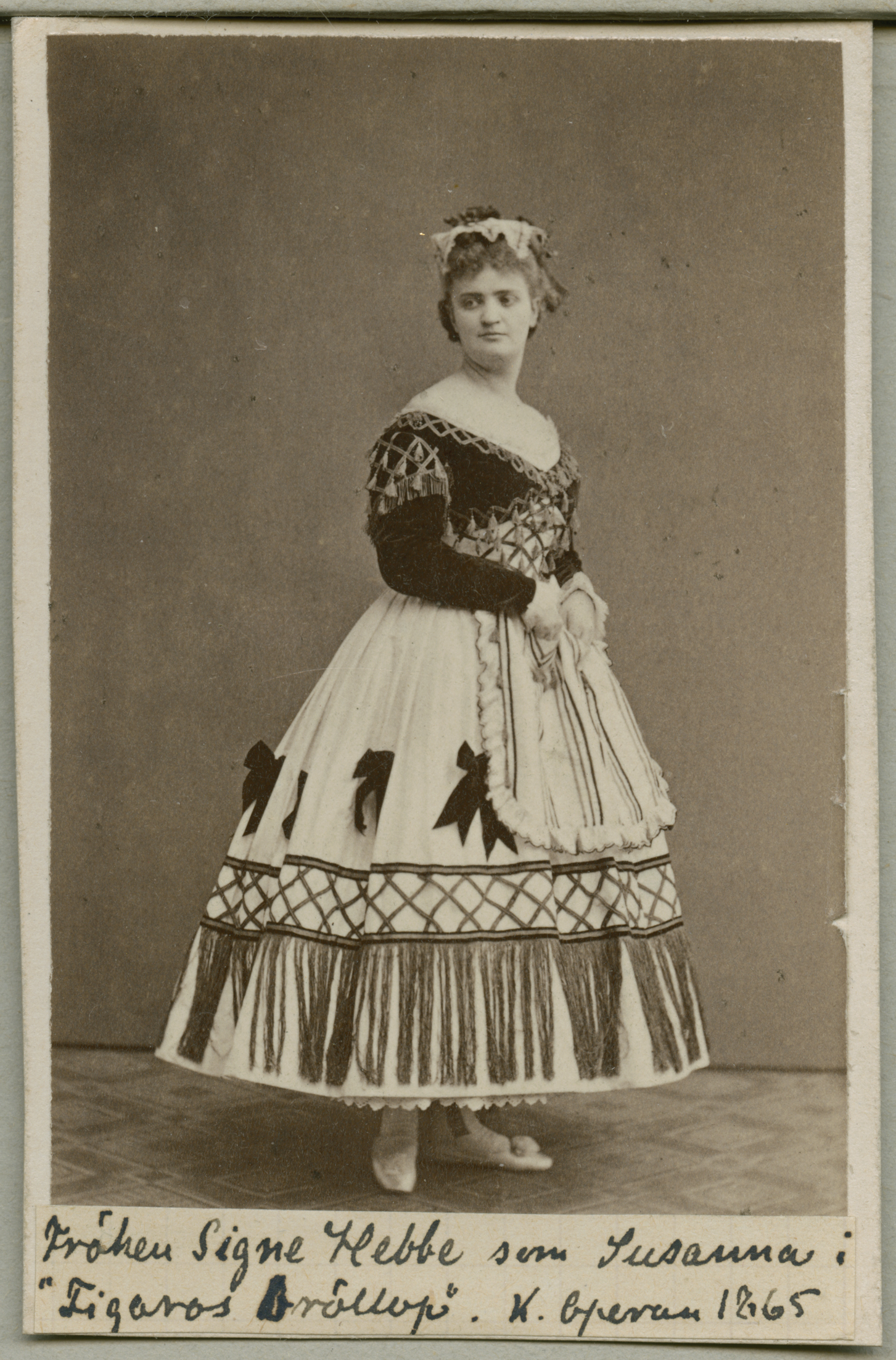
Som Susanna i Figaros bröllop på Stockholmsoperan 1865.
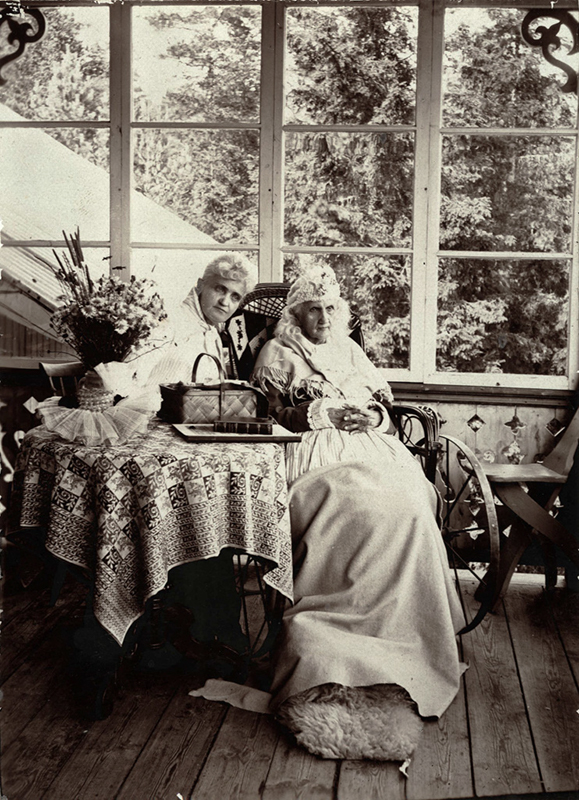
Signe Hebbe och Wendela Hebbe cirka 1895.
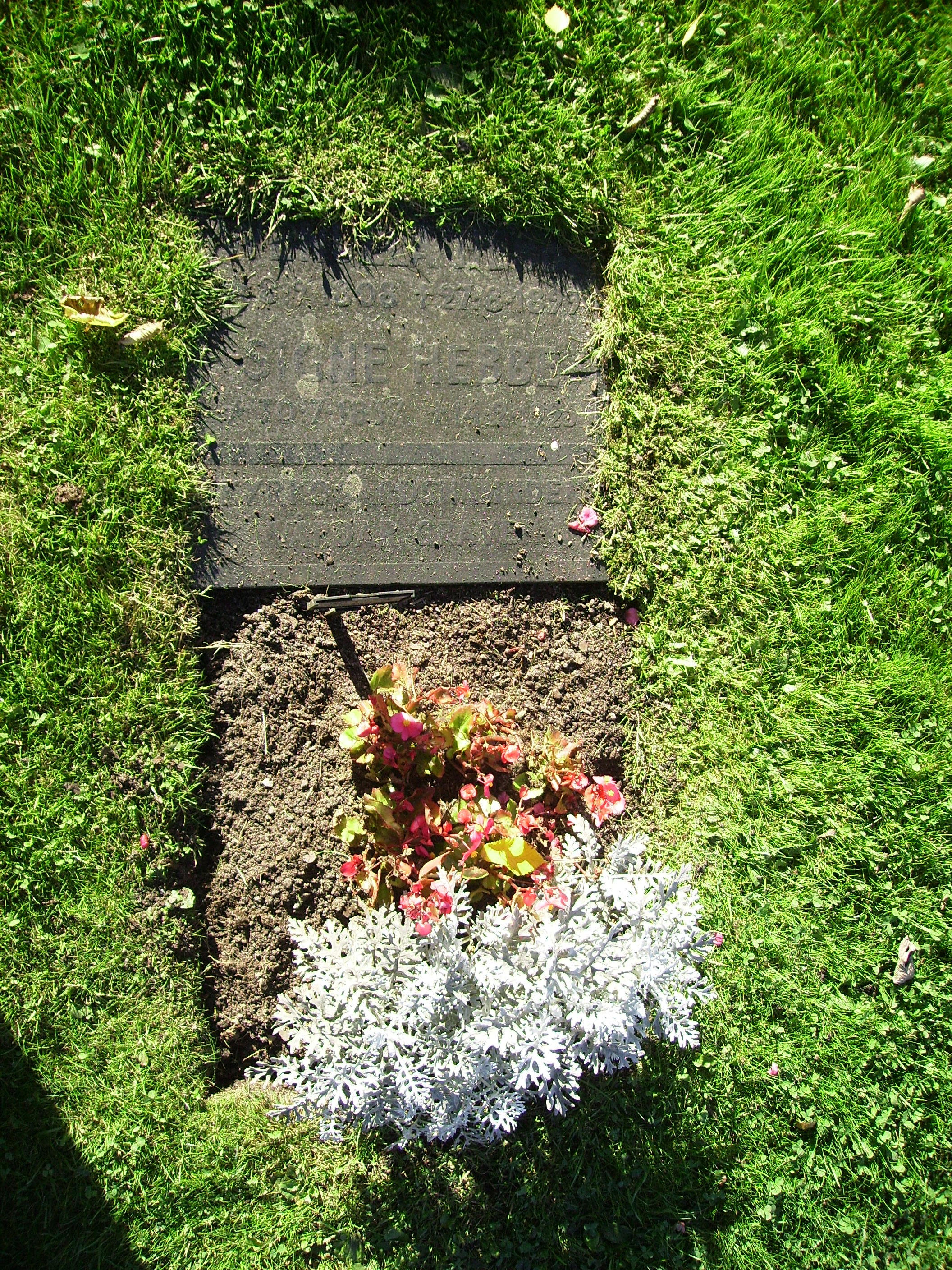
Signe Hebbes gravvård på Norra begravningsplatsen i Stockholm.